# Cymodoce lis
Cymodoce lis är en kräftdjursart som beskrevs av Barnard 1955. Cymodoce lis ingår i släktet Cymodoce och familjen klotkräftor. Inga underarter finns listade i Catalogue of Life.